# Fabiano Eller dos Santos
 Fabiano Eller dos Santos , o simplement  Fabiano Eller  (nascut el 16 de novembre de 1977 a Linhares) és un exfutbolista brasiler, que va jugar entre d'altres equips a l'Atlètic de Madrid.